# Юрковецька сільська рада (Чемеровецький район)
Юркове́цька сільська́ ра́да — адміністративно-територіальна одиниця та орган місцевого самоврядування в Чемеровецькому районі Хмельницької області. Адміністративний центр — село Юрківці.

## Загальні відомості
- Територія ради: 3,123 км²
- Населення ради: 1 335 осіб (станом на 2001 рік)

## Населені пункти
Сільській раді підпорядковані населені пункти:
- с. Юрківці
- с. Теремківці

## Склад ради
Рада складається з 16 депутатів та голови.
- Голова ради: Савчук Віктор Миколайович
- Секретар ради: Стойко Віра Іванівна

### Керівний склад попередніх скликань
| Прізвище, ім'я, по батькові  | Основні відомості                                                          | Дата обрання | Дата звільнення |
| ---------------------------- | -------------------------------------------------------------------------- | ------------ | --------------- |
| Хоронжевська Галина Іванівна | Сільський голова, 1960 року народження, член Соціалістичної партії України | 26.03.2006   | 31.10.2010      |
| Стахів Микола Михайлович     | Сільський голова, 1965 року народження, освіта вища, безпартійний          | 31.10.2010   | 16.11.2011      |
| Савчук Віктор Миколайович    | Сільський голова, 1963 року народження, освіта вища, безпартійний          | 27.05.2012   |                 |

Примітка: таблиця складена за даними сайту Верховної Ради України

### Депутати
За результатами місцевих виборів 2010 року депутатами ради стали:

#### За суб'єктами висування
| Суб'єкт висування | Кількість обраних депутатів | %  |
| ----------------- | --------------------------- | -- |
| Народна партія    | 8                           | 50 |
| Самовисування     | 8                           | 50 |

#### За округами
| № округу       | Прізвище, ім'я, по батькові      | Дата визнання обраним | Освіта  | Партійна приналежність | Відомості про обраного депутата                                      |
| -------------- | -------------------------------- | --------------------- | ------- | ---------------------- | -------------------------------------------------------------------- |
| Народна Партія |                                  |                       |         |                        |                                                                      |
| 2              | Коруна Тетяна Михайлівна         | 04.11.2010            | вища    | член Народної партії   | СГК «Україна», бухгалтер                                             |
| 4              | Крачківський Йосип Станіславович | 04.11.2010            | вища    | член Народної партії   | СГК «Летава», бригадир тракторної бригади                            |
| 8              | Вільчиннська Марія Миколаївна    | 04.11.2010            | вища    | член Народної партії   | пенсіонер                                                            |
| 10             | Гук Світлана Антонівна           | 04.11.2010            | середня | член Народної партії   | СГК «Україна», секретар                                              |
| 11             | Лупійчук Валентина Олександрівна | 04.11.2010            | вища    | член Народної партії   | СГК «Україна», головний бухгалтер                                    |
| 12             | Слупко Микола Дмитрович          | 04.11.2010            | середня | позапартійний          | СГК «Україна», водій                                                 |
| 15             | Савчук Ніна Степанівна           | 04.11.2010            | вища    | член Народної партії   | пенсіонер                                                            |
| 16             | Храплюк Микола Гервасійович      | 04.11.2010            | вища    | член Народної партії   | СГК «Україна», обліковець                                            |
| Самовисування  |                                  |                       |         |                        |                                                                      |
| 1              | Кучмій Людмила Андріївна         | 04.11.2010            | вища    | позапартійна           | ПП"Ніка", продавець                                                  |
| 3              | Стойко Віра Іванівна             | 04.11.2010            | вища    | позапартійна           | Юрковецька сільська рада, секретар                                   |
| 5              | Комарницька Неля Казимирівна     | 14.11.2010            | середня | позапартійна           | тимчасово не працює                                                  |
| 6              | Куца Оксана Петрівна             | 04.11.2010            | вища    | позапартійна           | Юрковецький фельшерсько-акушерський пункт, патронажна медична сестра |
| 7              | Барткова Тетяна Григорівна       | 04.11.2010            | вища    | позапартійна           | Юрковецька сільська рада, бухгалтер                                  |
| 9              | Саган Тетяна Сергіївна           | 04.11.2010            | вища    | позапартійна           | Юрковецька загальноосвітня школа І-ІІ ст., вчитель                   |
| 13             | Тернавський Олександр Антонович  | 04.11.2010            | вища    | позапартійний          | ТОВ «Оболонь-Агро», головний енергетик                               |
| 14             | Струс Альона Геннадіївна         | 04.11.2010            | вища    | позапартійна           | Теремковецький фельшерсько-акушерський пункт, завідувачка            |